# Primavera de la vida
Primavera de la vida o Livets vår es una película en blanco y negro coproducción de Argentina y Suecia dirigida por Arne Mattsson sobre el guion de Per Oloff Ekström con diálogos adicionales de Ariel Cortazzo que se estrenó el 6 de febrero de 1958 y que tuvo como protagonistas a Folke Sundqvist, Nicole Berger, Pedro Laxalt y Alita Román. El director estuvo presente durante la filmación y después retornó a Suecia sin intervenir en el doblaje ni en la compaginación.

## Sinopsis
Un estudiante y su amor por una joven, incomprendido por su padre.

## Reparto
- Folke Sundqvist…Marcelo
- Nicole Berger…Elisa Fernández
- Pedro Laxalt…Sr. Fernández
- Alita Román…Doña Elena
- Elisardo Santalla…Don Manuelo
- Horacio Priani…López
- Norma Giménez…Rosita
- Marisa Núñez…Mercedes
- Carlos Rivas ...Doblaje de Folke Sundqvist

## Comentarios
La Razón dijo:

”Una película de encargo y en el brevísimo lapso de un mes.”